# Mascottes de 30 millions d'amis
Pour les articles homonymes, voir Mabrouk.
L'émission 30 millions d'amis a connu plusieurs mascottes successives qui ont toujours été des chiens de race bergers allemands, et qui ont appartenu au créateur de l'émission Jean-Pierre Hutin et à son épouse qui a pris sa succession en 1996 Reha Hutin.

## Mabrouk (1976-1982)
Mabrouk (d'un prénom arabe signifiant « heureux, chanceux ») était le chien du journaliste Jean-Pierre Hutin, créateur de l'émission 30 millions d'amis et de l'organisation du même nom. Il avait la particularité d'être intégré dans l'émission pour des démonstrations de sauvetages en mer ou à la montagne, ou d'entraînement de chiens policiers. Son exposition médiatique à partir de 1976 l'avait rendu populaire en France. 
« Alors il a levé la tête, le museau pointé vers le plafond, et s'est mis à hurler. C'était un hurlement qui lui venait des entrailles, un cri rauque et profond de loup, puis il a rampé jusqu'à moi… Ce matin-là, il est vraiment devenu Mabrouk et nous sommes partis ensemble dans la vie. » ainsi parle Jean-Pierre Hutin dans le livre Mabrouk, chien d'une vie qu'il publie à la mort de Mabrouk en 1982, d'un cancer,. L'auteur et son fidèle compagnon vont vivre pendant plusieurs années une véritable passion. Il explique la très grande complicité qui existait entre eux deux, et la volonté de son chien à vouloir faire plaisir à son maître.

## Mabrouk Junior (1984-1996)
Mabrouk Junior est un nouveau chien qui est offert à Jean-Pierre Hutin par ses collaborateurs en 1984, baptisé  Mabrouk Junior en mémoire de Mabrouk, qui devient la nouvelle mascotte de l'émission. Mabrouk Junior est né en Alsace et se trouve être un petit cousin de Mabrouk. Pour Mabrouk Junior également, Jean-Pierre Hutin sort un livre Junior, la tendresse retrouvée, qui parle de l'apprentissage quotidien d'une relation chaque jour plus forte. Le journaliste dit notamment dans ce livre : « Après Mabrouk, rien ne serait pareil, c'était vrai ; mais, doucement, tranquillement, geste après geste, millimètre après millimètre, Junior a entrepris de gagner sa place, d'atténuer ma peine, de se faire aimer. J'ai de nouveau un chien et je l'aime. » Junior meurt à son tour en 1996, peu après la mort de son maître Jean-Pierre Hutin le 1er juin de la même année.

## Mabrouka (1992-2006)
Mabrouka, née le 13 mars 1992 et morte le 15 mars 2006, est la fille de Mabrouk Junior qui prend la succession de son père comme mascotte de l'émission. Elle avait une dysplasie des hanches à la fin de sa vie, elle ne pouvait donc plus marcher. L'orthographe officielle de son nom est H'Mabrouka, afin de satisfaire à la législation française sur l'initiale des noms de chiens de race.